# Schizobrachiella
Genre
Schizobrachiella est un genre d'ectoproctes de la famille Schizoporellidae.

## Liste d'espèces
Selon World Register of Marine Species (15 avril 2016) :
- Schizobrachiella candida (Stimpson, 1854)
- Schizobrachiella convergens Harmer, 1957
- Schizobrachiella porosa (Verrill, 1879)
- Schizobrachiella sanguinea (Norman, 1868)
- Schizobrachiella subhexagona (Ortmann, 1890)
- Schizobrachiella verrilli (Maturo & Schopf, 1968)